# Овчарні Виселки
Овча́рні Ви́селки (рос. Овчарные Выселки) — село у складі Вадінського району Пензенської області, Росія.
Населення — 27 осіб (2010; 46 у 2002).
Національний склад станом на 2002 рік:
- росіяни — 100 %